# Шаванов, Борис Трифонович
Бори́с Три́фонович Шава́нов (5 апреля 1939, Курская область, СССР — январь 2000, Обнинск, Калужская область, Российская Федерация) — советский и российский художник, педагог. Директор детской художественной школы Обнинска (1993—2000). Как художник испытал влияние раннего авангарда, с возрастом почти полностью сошедшее на нет.

## Биография
Борис Шаванов родился 5 апреля 1939 года в Курской области в семье учителя. Окончил Курское художественно-графическое училище.
До переезда в 1964 году в Обнинск работал учителем рисования и черчения в средних школах Калужской области.
В 1969 году окончил Художественно-графический факультет Московского государственного педагогического института имени В. И. Ленина.
В Обнинске также начал работать учителем рисования и черчения школы № 3.
Мне тогда было лет 25, только приехал в Обнинск и устроился учителем рисования в третью школу. Узнав, что в городе есть ДХШ, сразу отправился туда знакомиться. Громадский уже был художником маститым, но меня принял дружески, расспросил и сам рассказал о своих планах. Он стремился к творчеству, но сетовал на загруженность педагогической и особенно административной работой. Тут же предложил мне, молодому художнику, заниматься в изостудии ДК ФЭИ. Три года я набирался опыта под руководством Николая Александровича. А в 1967 году он позвал меня на преподавательскую работу в ДХШ, уверив, что справлюсь.
С 1967 года преподавал в детской художественной школе Обнинска.
В 1979 году жил на творческой даче Академии художеств.
15 лет руководил художественно-оформительской мастерской Обнинска.
В 1993 году был назначен директором детской художественной школы Обнинска и вернулся к преподаванию.
В 1997 году воспитанники школы под руководством Шаванова иллюстрировали детскую книгу шести обнинских авторов «Удивляндия», хотя сам Шаванов вначале не верил, что дети справятся со столь сложным издательским проектом.
Перед смертью передал дела новому директору детской художественной школы, посадил каштановую аллею около Музея истории города Обнинска и подарил музею свои лучшие работы.
Умер в январе 2000 года.
Павел Шубин, заведующий выставочным отделом Музея истории города Обнинска, так охарактеризовал творческую манеру Шаванова:
Его ранние работы создавались под влиянием манеры письма известного «бубнововалетского» направления в русском искусстве начала XX века. Для них характерна кубичность, мозаичность в наложении мазков, чёткая прописанность деталей, несколько деформированное пространство и, наконец, своего рода гротескность в подаче образа. <…> Впоследствии манера письма Бориса Шаванова становится мягче, свободнее, более сдержанной по цвету.

## Участие в творческих и общественных организациях
- Член Союза художников России (с 1996)[1]

## Выставки

### Персональные выставки
- 1980 — Обнинск[1]
- 1997 — «Образ» (совместно с В. Трушкиным). Обнинск, Музей истории города Обнинска[1]
- 2009 — Обнинск, Музей истории города Обнинска[2]

### Групповые выставки
- С 1965 года — постоянный участник городских, областных, зональных (региональных) художественных выставок[1]

## Местонахождение произведений
- Музей истории города Обнинска[2]
- Частные собрания[2][7]